# 학교법인 토요에이와여학원

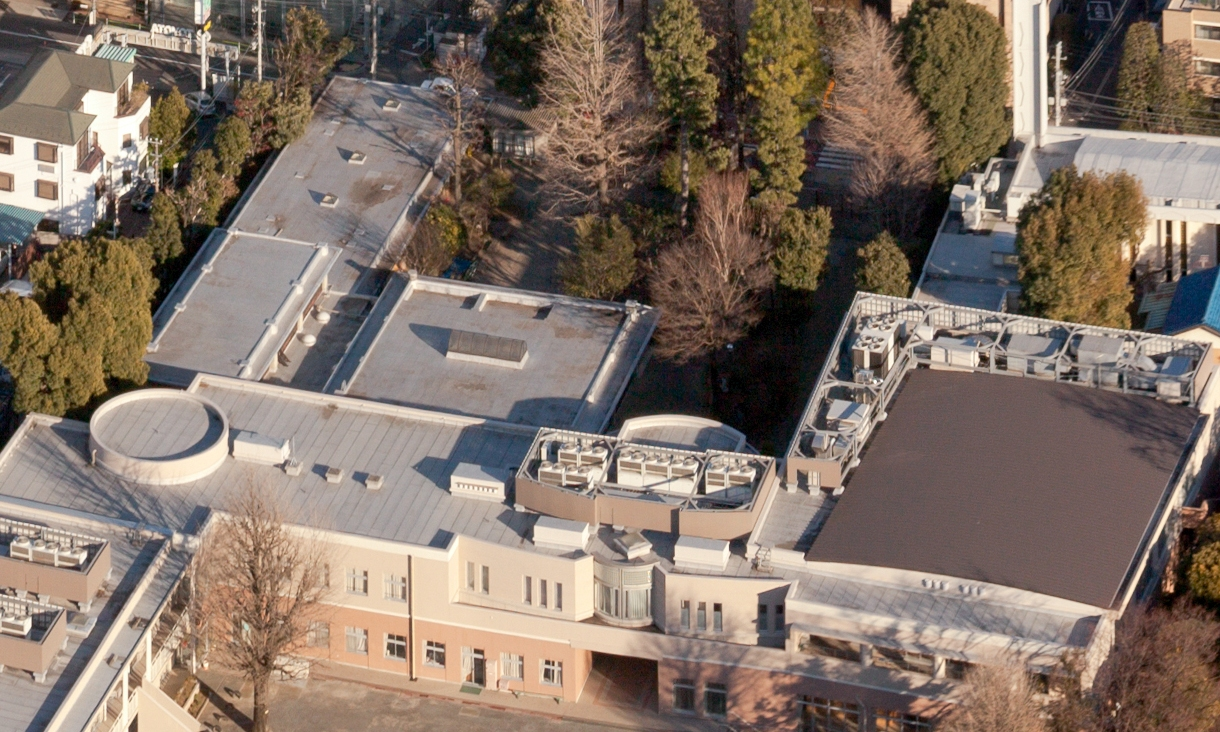

'토요에이와여학원'(일본어: 東洋英和女学院 とうようえいわじょがくいん[*])은 도쿄도 미나토구 롯폰기에 본부를 둔 미션스쿨 학교법인이다.
메이지 시대에 4명의 감리교 일본인 목사에 의해 「토요에이와여학교회사(東洋英和女学校会社)」 (사장 코바야시 코타이, 히라이와 요시야스, 츠치야 히코로쿠, 아사카와 히로미)라는 이름으로 설립되었다. 창립 및 운영은 캐나다 감리교회에서 파견된 선교사 마사 카트멜에 의해 이루어졌다.

## 내력
「토요에이와여학원 중등부・고등부#연혁」도 참고
- 1873년 캐나다 감리교회의 선교사 G.코클런 박사와 의료선교사 D.맥도널드가 일본에 도착.
- 1878년 G.코클런과 D.맥도널드가 본국에 여성 선교사 파견을 요청함.
- 1881년
  - 11월 8일 캐나다 감리교회 여성전도회사 (WMS)가 창립됨
  - 12월 마사 카트멜 WMS 일본 파견 여성 선교사에 지원.
- 1882년 12월 27일 마사 카트멜, 일본 요코하마에 도착.
- 1883년 카트멜, 여학교 설립 필요를 WMS에 호소, 여학교 설립을 계획. 토요에이와학교회사, 캐나다 감리교회 남녀 미션스쿨을 계획. WMS, 아자부 히가시토리이자카쵸 14번지의 토지 (382평) 구입
- 1884년
  - 9월 25일 도쿄부지사가 토요에이와여학교 설립인가를 줌. 코바야시 코타이가 초대 교주(校主)에 취임. 마사 카트멜은 초대 교장에 취임.
  - 10월 20일 아자부 토리이자카에 토요에이와여학교 개교.
- 1884년 11월 6일 정부의 정식 인가를 무라마츠 이치가 여성 선교사들에게 전달함
- 1885년 마사 카트멜, 요양을 위해 교장직 사임. E. J. 스펜서 (Eliza Jane Spencer, Mrs. 라지)가 2대 교장 취임
- 1889년 이자벨라 블랙모어 교장이 본과 4년 외에 수업기간 2년의 고등교육을 비공식으로 시작.
- 1891년 제시 먼로가 교장에 취임함. 먼로는 히라이와 요시야스을 의장으로 하는 외국인 4명과 일본인 4명에 의한 상의원회를 설립, 조직화하였다.
- 1896년 카모 레이코가 기숙사 사감이 되다 (~1936년)
- 1899년 고등과가 공식으로 설립됨.
- 1909년 고등과가 3년제로 변경됨. 또, 유아과와 예과가 소학과가 됨
- 1913년 고등과가 4년제의 영어과가 되다.
- 1914년 이자벨라 블랙모어에 의해 부속 유치원이 설립되다.
- 1918년 고등과가 도쿄여자대학과 합병해 발전해소되었다.
- 1919년 본과가 고등여학교가 되었다. 또, 부속보모양성소가 설립되어, 실습은 부속유치원에서 행해지게되었다.
- 1921년 부속보모양성소가 부속유치원 사범과로 명칭이 바뀌었다.
- 1924년 일본후쿠온보모양성소를 합병한다.
- 1927년 교장(校章) 및 교복을 제정하다
- 1928년 학교 표어가 제정되다.
- 1934년 창립 60주년을 맞이해 교가가 제정되다.
- 1947년 보모양성소가 보육전공부가 되어, 고등여학교는 중등부와 고등부로 나뉘었다. 초등학교는 소학부로 이름이 바뀌었다.
- 1950년 보육전공부가 단기대학 보육과로 개조되었다.
- 1951년 학교법인 토요에이와학원이 설립되다
- 1954년 영문과가 설치되다.
- 1963년 보육전공과・영문전공과가 설치되다.
- 1973년 요코하마시 미도리구에 단기대학 부속화로 유치원을 설립
- 1984년 창립 100주년을 맞이해, 단기대학이 요코하마시 미도리구에서 이전하여, 국제교양부가 설치되다.
- 1989년 요코하마시 미도리구에 토요에이와여학원대학이 설치됨
- 1999년 단기대학이 폐지되다.
- 2015년 롯폰기 교지에 본부, 대학원동 1층에 「학원 자료・무라오카 하나코 문고전시 코너」를 개설
- 2019년 후카이 토모아키 원장이 자신의 저서에서 조작 등의 부정행위를 한 혐의로 징계 해고 처분을 받음.